# Villa Noelle

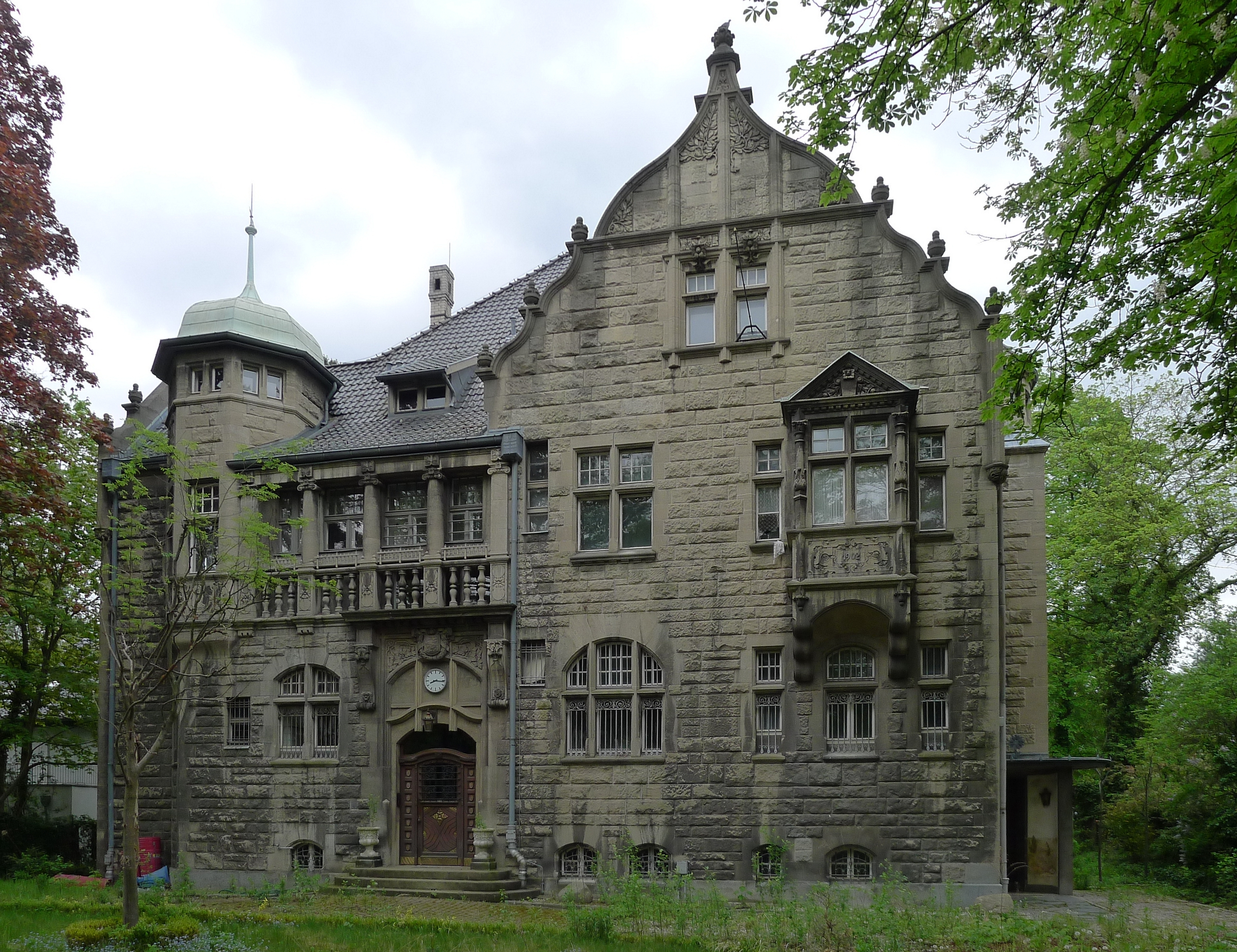
Straßenansicht der Villa Noelle in Berlin-Grunewald, aufgenommen 2012.

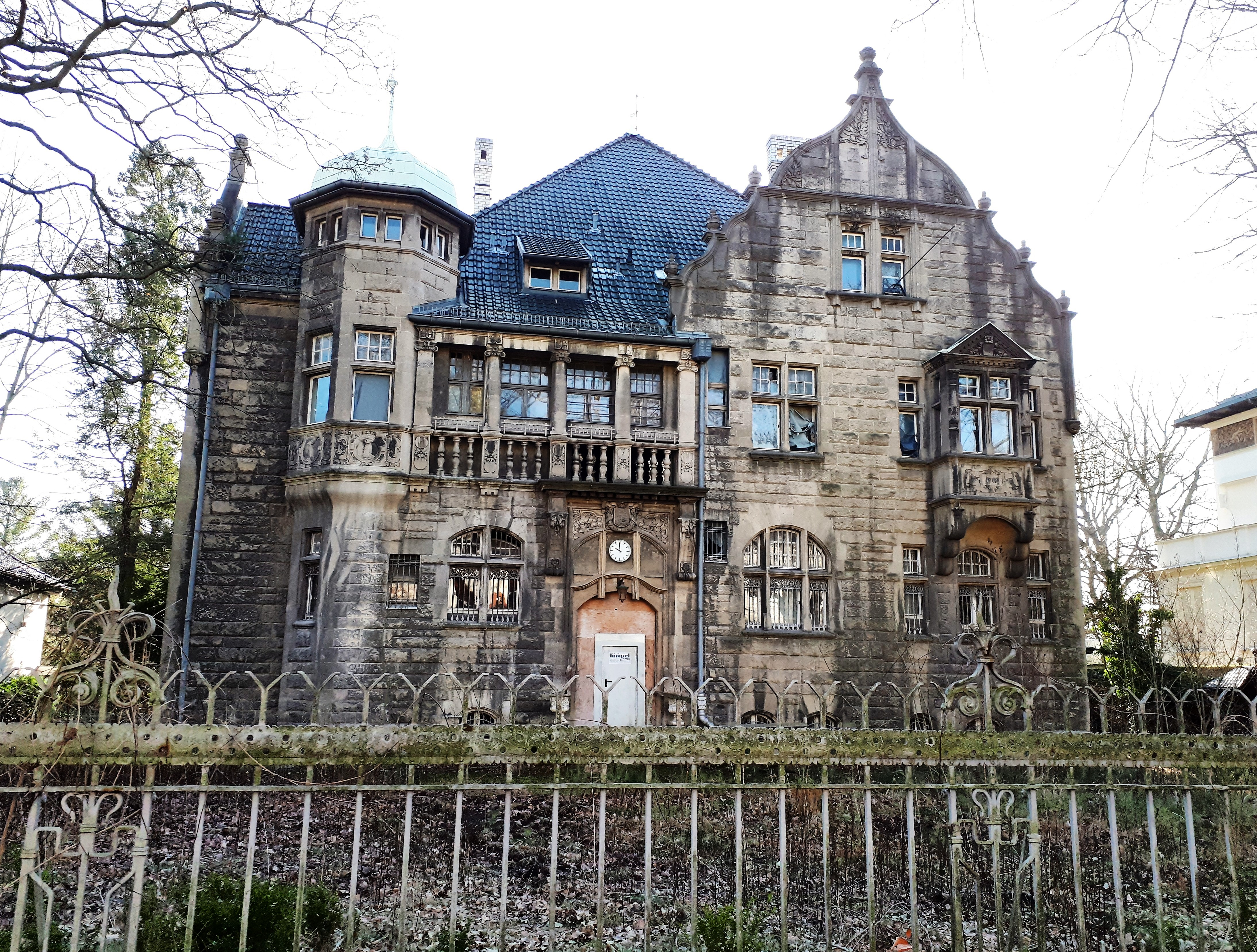
Vor den Renovierungsarbeiten: Ziergiebel und Sandsteinverkleidung.

Die Villa Noelle (auch Winkler Straße 10 oder Haus Nölle) ist ein Baudenkmal im Berliner Ortsteil Grunewald im Bezirk Charlottenburg-Wilmersdorf.

## Geschichte
Die Villa wurde 1901–1902 von Hermann Solfs und Franz Wichards für den Stahlbau-Unternehmer und Kommerzienrat Ernst Noelle errichtet. Nach mehreren Eigentümerwechseln wurde sie ab 1936 in ein Mehrfamilienhaus umgebaut. Während des Zweiten Weltkriegs blieb das Gebäude weitgehend unbeschädigt. In den 1970er-Jahren erfolgte eine aufwendige Sanierung, danach jedoch jahrzehntelanger Leerstand. Ab etwa 2010 stand das Gebäude leer, war verwildert und wurde im Volksmund als Geistervilla bekannt. Nach einem Besitzerwechsel 2022 begann eine denkmalgerechte Sanierung.

## Architektur
Die Villa Noelle ist ein zweigeschossiger Putzbau im Stil des späten Historismus mit Renaissance-Elementen. Werksteinfassaden, geschweifte Giebel, Erker und Dachaufbauten bestimmen das repräsentative Erscheinungsbild. Alle Ansichten sind gleichwertig gestaltet. Das historische Maschinenhaus auf dem Grundstück ist im Schweizerhausstil gehalten. Die Innenstruktur wurde mehrfach verändert, soll jedoch im Zuge der aktuellen Sanierung weitgehend rekonstruiert werden.

## Denkmalschutz
Die Villa Noelle steht seit 1979 unter Denkmalschutz. Sie ist in der Denkmaldatenbank des Landesdenkmalamts Berlin unter der Objekt-Dokumentationsnummer 09046592 registriert. Die Adresse lautet Winkler Straße 10, 14193 Berlin-Grunewald. Die Villa liegt direkt neben der Villa Maren und grenzt an den Dianasee.